# Olympische Sommerspiele 2000/Teilnehmer (Marokko)
| Gelbes Symbol für Goldmedaillen mit stilisierten Olympischen Ringen | Graues Symbol für Silbermedaillen mit stilisierten Olympischen Ringen | Braundes Symbol für Bronzemedaillen mit stilisierten Olympischen Ringen |
| ------------------------------------------------------------------- | --------------------------------------------------------------------- | ----------------------------------------------------------------------- |
| —                                                                   | 1                                                                     | 4                                                                       |

Marokko nahm an den Olympischen Sommerspielen 2000 in Sydney mit insgesamt 55 Athleten (46 Männer und neun Frauen) in neun Sportarten teil. Fahnenträger auf der Eröffnungsfeier war der Judoka Adil Bel Gaid.

## Medaillengewinner

### Silber
| Name               | Sportart       | Wettkampf          |
| ------------------ | -------------- | ------------------ |
| Hicham El Guerrouj | Leichtathletik | Männer, 1500 Meter |

### Bronze
| Name            | Sportart       | Wettkampf                    |
| --------------- | -------------- | ---------------------------- |
| Tahar Tamsamani | Boxen          | Männer, Federgewicht         |
| Brahim Lahlafi  | Leichtathletik | Männer, 5000 Meter           |
| Ali Ezzine      | Leichtathletik | Männer, 3000 Meter Hindernis |
| Nezha Bidouane  | Leichtathletik | Frauen, 400 Meter Hürden     |

## Teilnehmer nach Sportarten

### Boxen
Männer
- Hicham Mesbahi
Fliegengewicht: 2. Runde

- Mohamed Mesbahi
Mittelgewicht: 2. Runde

- Hassan Oucheikh
Bantamgewicht: 1. Runde

- Azize Raguig
Halbschwergewicht: 1. Runde

- Tahar Tamsamani
Federgewicht: Bronze

### Fußball
Männer
- Gruppenphase

- Kader
  - Tor

1 Tarik El Jarmouni
18 Abdelilah Bagui
22 Hicham Laaraj (Reserve)
  - Abwehr

2 Hamid Nater
3 Akram Roumani
4 El Houssaine Ouchla
6 Fouzi El Brazi
7 Mohamed Kharbouch
13 Noureddine Kacemi
  - Mittelfeld

5 Adel Chbouki
8 Abdelmajid Oulmers
10 Otmane El Assas
15 Youssef Safri
17 Zakaria Aboub
19 Abdeslam Ouaddou (Reserve)
20 Aissam El Barodi
  - Sturm

9 Jaouad Zaïri
11 Bouchaib El Moubarki
12 Abdelfattah El Khattari
14 Salaheddine Bassir
16 Karim Benkouar
21 Bouchaib El Battachi (Reserve)

### Judo
Männer
- Adil Bel Gaid
Halbmittelgewicht: 2. Runde

- Abdel Ouahed Idrissi Chorfi
Ultraleichtgewicht: 2. Runde

### Kanu
Männer
- Nizar Samlal
Kajak-Einer, Slalom: 20. Platz

### Leichtathletik
| Männer - Youssef Baba 1500 Meter: 12. Platz - Saïd Bérioui 10.000 Meter: 6. Platz - Brahim Boulami 3000 Meter Hindernis: 7. Platz - Mouhssin Chehibi 800 Meter: Halbfinale - Boubker El-Afoui Marathon: 52. Platz - El-Mehdi El-Ghazouani Weitsprung: 31. Platz in der Qualifikation - Hicham El Guerrouj 1500 Meter: Silber - Abdel Kader El-Mouaziz Marathon: 7. Platz - Mohamed Saïd El Wardi 5000 Meter: Vorläufe - Ali Ezzine 3000 Meter Hindernis: Bronze - Mahjoub Haïda 800 Meter: Halbfinale - Adil Kaouch 1500 Meter: Vorläufe - El-Arbi Khattabi 3000 Meter Hindernis: Vorläufe - Brahim Lahlafi 5000 Meter: Bronze - Younès Moudrik Weitsprung: 17. Platz in der Qualifikation - Mustapha Sdad 400 Meter Hürden: Vorläufe - Khalid Tighazouine 800 Meter: Halbfinale | Frauen - Amina Aït Hammou 800 Meter: Vorläufe - Nezha Bidouane 400 Meter Hürden: Bronze - Hasna Benhassi 800 Meter: 8. Platz - Bouchra Chaâbi 10.000 Meter: Vorläufe - Zhor El Kamch 5000 Meter: Vorläufe - Asmae Leghzaoui 10.000 Meter: 18. Platz - Seloua Ouaziz 1500 Meter: Halbfinale |

### Schwimmen
Männer
- Saad Khalloqi
200 Meter Lagen: 54. Platz

### Segeln
Männer
- Rachid Roussafi
Windsurfen: 36. Platz

### Taekwondo
| Männer - Younès Sekkat Fliegengewicht: 5. Platz | Frauen - Meriem Bidani Weltergewicht: 9. Platz - Mounia Bourguigue Schwergewicht: 5. Platz |

### Tennis
Männer
- Karim Alami
Einzel: Viertelfinale